# Дукс (титул)
Дукс (лат. dux мн. duces) — в Римській республіці, Римській імперії і Візантійській імперії — звання військового вождя. Згодом слово перейшло в інші європейські мови: англ. duke зі значенням герцог, італ. doge дож та італ. duce дуче. Також так титулувалися українські козацькі гетьмани зі значенням князь.

## УСтародавньому Римі
У республіканський період термін «дукс» міг стосуватися будь-якого воєначальника, включаючи варварів, не будучи при цьому формальним військовим званням. У своїх «Записках про Галльську війну» Гай Юлій Цезар застосовує його лише до кельтів, за єдиним винятком, коли згадував римлянина без офіційного статусу. У Римській імперії дукс не входив в систему формальних звань до III століття. У його підпорядкуванні знаходилося два або більше легіонів. Хоча дуксами могли бути консули і імператори, зазвичай ними були губернатори. Губернатор-дукс був вищим цивільним і військовим чиновником у своїй провінції. З середини III століття термін набув більш певного значення і застосовувався до командирів підрозділів, виділених з декількох інших військових одиниць (вексилій). Це відбувалося в особливих ситуаціях, коли ступінь загрози, що виникала, перевершувала можливості підрозділів відповідних територій.
Починаючи з правління імператора Галлієна (253—268) дукси обов'язково належали до стану вершників з титулом лат. vir perfectissimus перевершуючи, таким чином, командирів провінційних легіонів, мали титул лат. vir egregius. На відміну від президів, які представляли вищу цивільну та військову владу в провінціях в період домінату, влада дукса була чисто військовою, проте вона могла не обмежуватися однією провінцією. Ймовірно, дукси не підпорядковувалися губернаторам. До кінця III століття дукс став офіційним військовим званням, вищим серед лімітанів, тобто прикордонних військ (лат. limitis provinciae illius  . Після реформ Діоклетіана наприкінці III століття, коли провінції були поділені на діоцези на чолі з вікаріями, дукси були віднесені до діоцезів. У новій ієрархії дукс підпорядковувався військовому магістру, який, у свою чергу, був підлеглий префекту преторія, вище якого був лише імператор.

## У Візантії
У Візантії звання збереглося під назвою «дуки» (дав.-гр. δούξ мн. δούκες). У 492 році при імператорі Анастасію I (491—518) дукам були передані польові армії комітатів. Загальним принципом було відділення військової влади дуків від цивільної адміністрації, за винятком провінцій Ісаврії, Мавретанії та Фіваїди. У Стратегіконі Маврикію (початок VII століття) дука є молодшим офіцером, мерархом чи командиром мойри, тоді як чиновником-володарем військової влади в фемі був стратег.
З другої половини X століття дуками знову починають називати великих воєначальників, керівників дукатів. Дукати були створені в Антіохії після 969 року, в Халдії — в 969 році, Солуні й Адріанополі — після 971 року, Месопотамії — в 876 році і Італії. Деякі історики вважають, що дуку слід ототожнити з катепаном. Дукою також називали доместика схол. Також у пізній період існувало звання великого дуки, який був головнокомандувачем флоту. Після XII століття дуки втратили свій престиж, тож так називали керівників навіть дрібних фем.

## У Східній Європі
У IX—X століттях дукс став титулом спадкових правителів племен, пізніше територіальних правителів. Титул завжди означав юрисдикцію над певною територією. Незалежних правителів слов'янських племен (включаючи Мекленбург і Померанію) титулом дукс визначали як князів.
Онук Ярослава Мудрого, князь Олег Святославич (Гореславич) мав титул дукса Хазарів.
Для правителів Богемії та Польщі цей титул був кроком до отримання королівської корони. Буквальними перекладами з латинської є назви польського, чеського та угорського воєвод та німецького герцога. У Польщі титул воєводи (дукса) трансформувався у титул вищого чиновника, глави адміністрації воєводства, з військовими функціями, обмеженими в часі. У Богемії та Угорщині цей титул залишався рівноцінним титулам західноєвропейських князів.
Спільним польським еквівалентом західноєвропейської форми дуксу є князь (пол. Książę). Іноді також використовується термін дюк (пол. diuk).

## УВійську Запорозькому
Згідно з привілеями запорозьким козакам, які надав у 1578 році король Речі Посполитої Стефан Баторій, титул козацького гетьмана визначався як «dux supremus».
Після того, як у грудні 1648 року Єрусалимський патріарх Паїсій титулував гетьмана Богдана Хмельницького «князем Русі», провівши коронаційну процедуру, очільник Війська Запорозького був визнаний європейськими та азійськими монархами, як васально залежний володар, що мав право на іменування титулом дукс (князь). Усі наступники Хмельницького зберігали цей титул, як князі Русі.

## Галерея

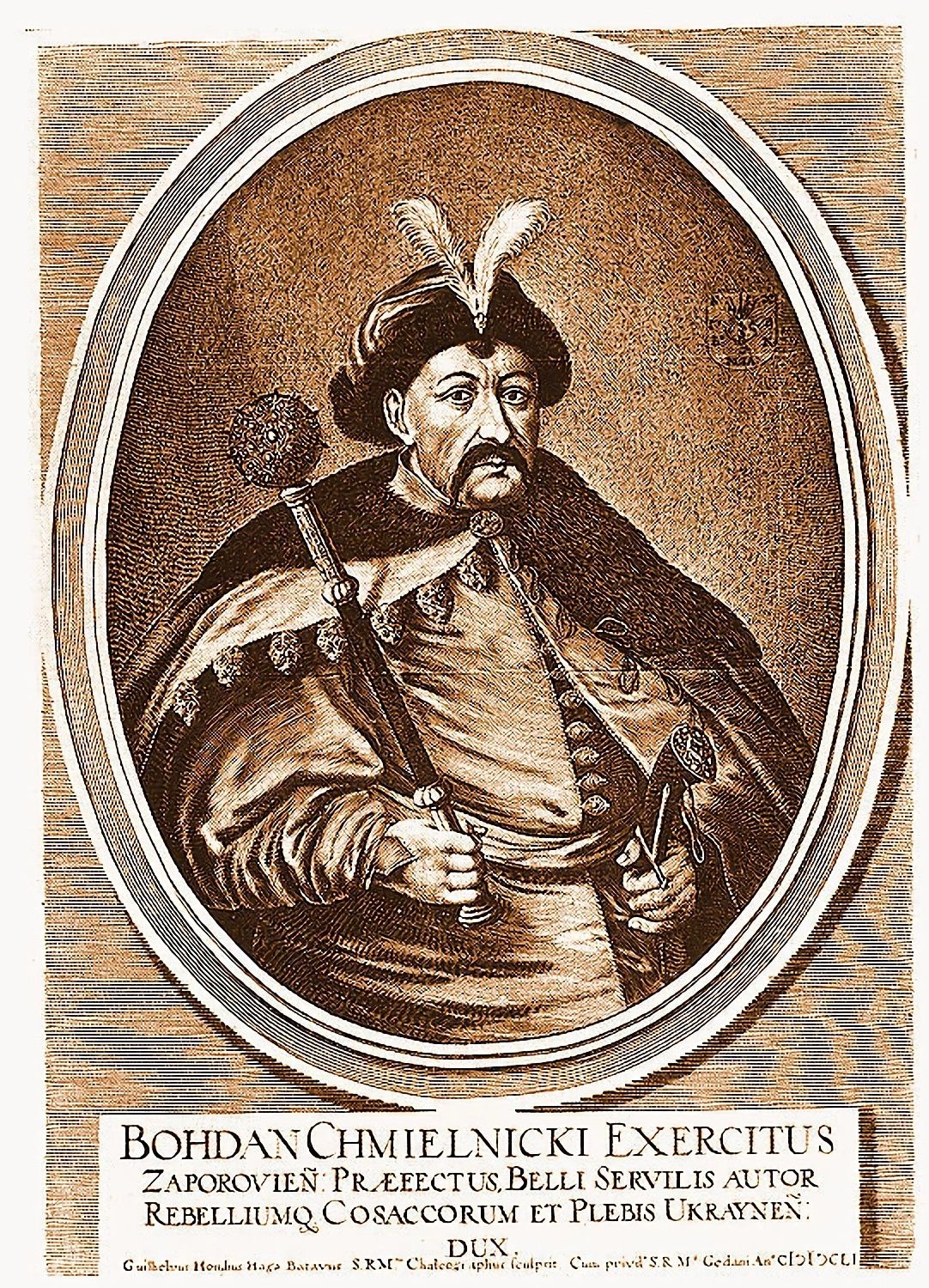
Богдан Хмельницький, титулований дуксом на гравюрі Вільгельма Гондіуса (XVII ст.)
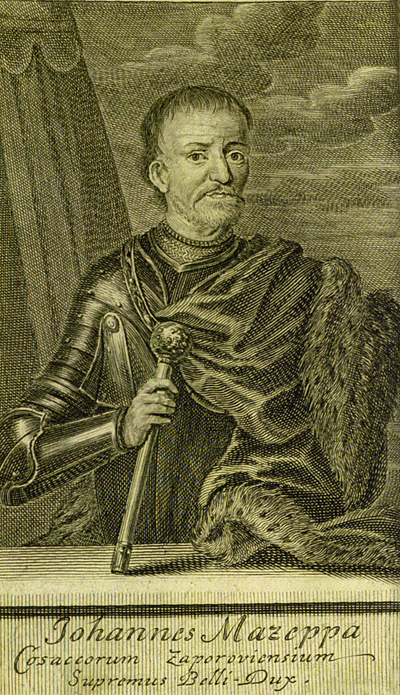
Титул дукс під портретом гетьмана Івана Мазепи
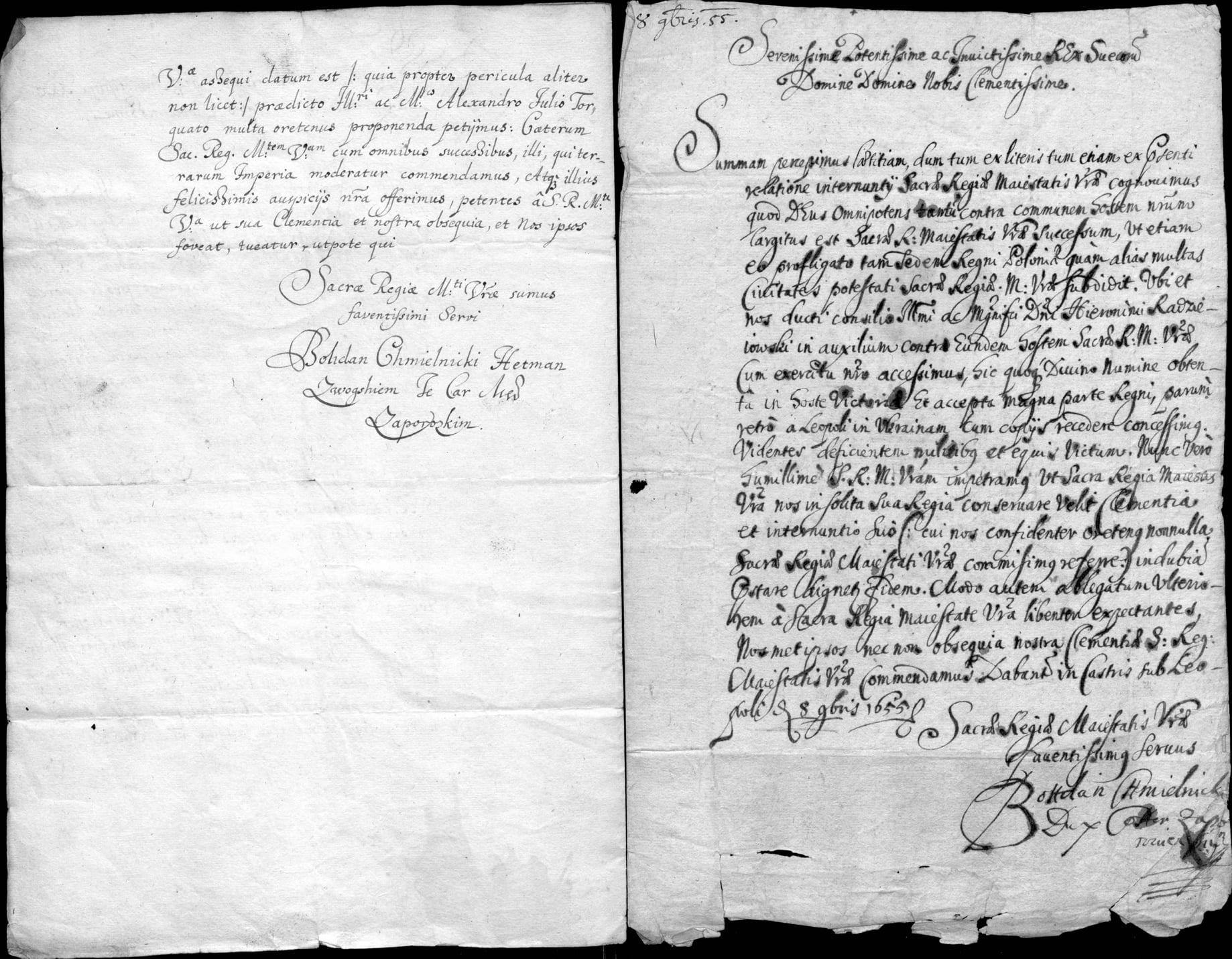
Титул дукс у підписі Богдана Хмельницького в одному з листів
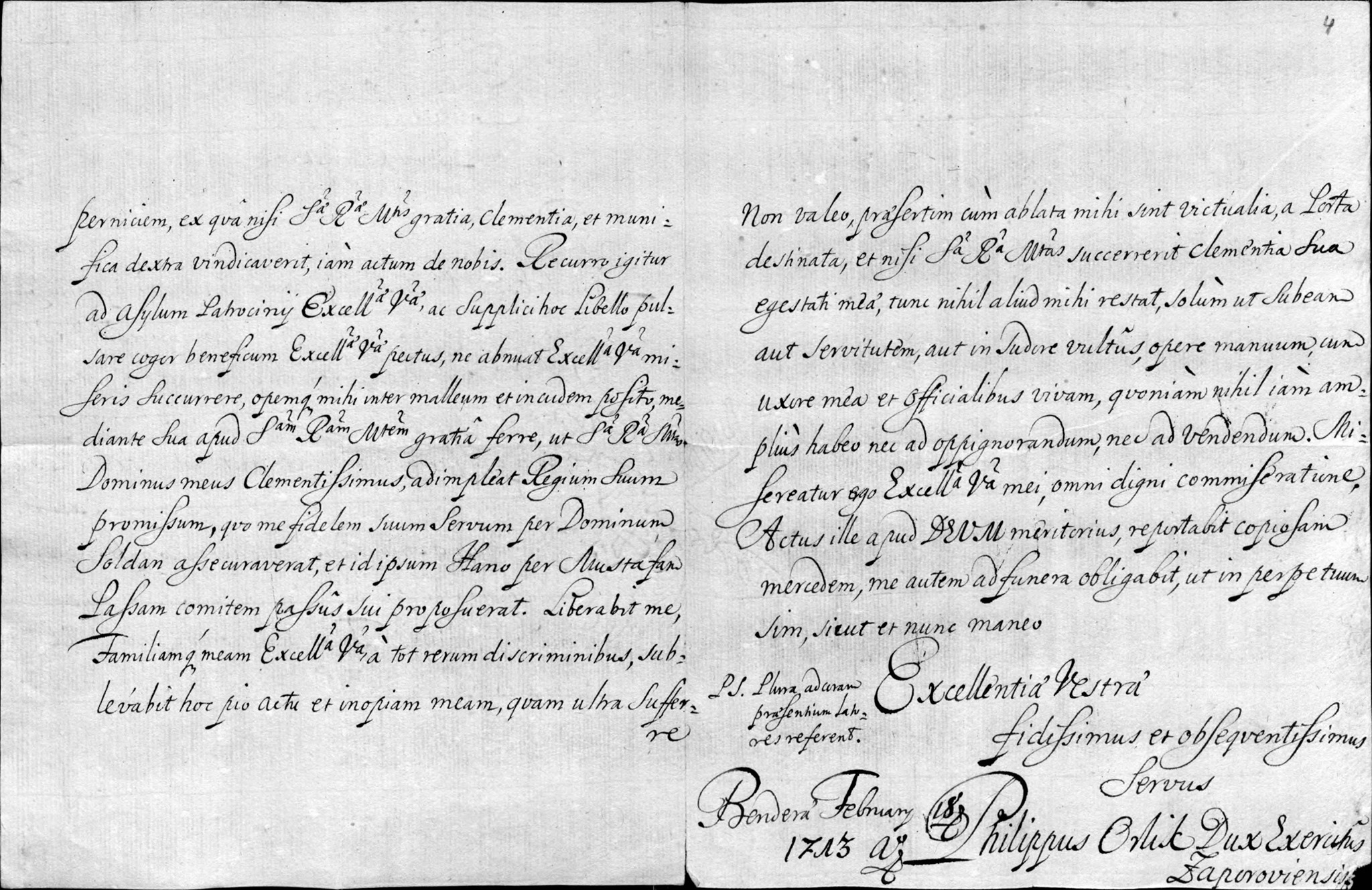
Титул дукс у підписі гетьмана Пилипа Орлика в одному з листів, 1713 рік